# Алиев, Ровшан Нариман оглы
Ровшан Нариман оглы Алиев (азерб. Rövşən Nəriman oğlu Əliyev; 30 августа 1972 — 14 июня 1992) — военнослужащий Вооружённых сил Республики Азербайджан, Национальный Герой Азербайджана (1992, посмертно).

## Биография
Родился Ровшан Алиев 30 августа 1972 года в городе Баку, Азербайджанской ССР. В 1989 году завершил обучение в средней общеобразовательной школе № 254 в Хатаинском районе города Баку. В том же году успешно сдал вступительные экзамены и был зачислен в Азербайджанский политехнический институт, обучение проходил на машиностроительном факультете. В 1991 году, во время армяно-азербайджанского конфликта, добровольно принял решение записаться в ряды отряда самообороны Азербайджана.
Ровшан Алиев был направлен на фронт в Нагорный Карабах, зачислен в отряд национальной обороны в городе Агдаме. Принимал активное участие в решении боевых задач по освобождению от врага сёл Сырхавенд и Казанчы. В марте 1992 года мужественный солдат получил новое задание. Необходимо было отбить и занять следующие высоты — Муганлы и Шихбабалы. Отряд выполнил приказ при этом уничтожив большие силы противника, в том числе десятки единиц боевой техники.
13 июня 1992 года для освобождения села Абдал была предпринята атака со стороны посёлка Дехраз Ходжалинского района Азербайджана. Село было освобождено, однако 14 июня Ровшан Алиев погиб, спасая раненого товарища. Огнестрельным выстрелом в голову получил смертельное ранение.
Женат не был.

## Память
Указом Президента Азербайджанской Республики № 350 от 7 декабря 1992 года Ровшану Нариман оглы Алиеву было присвоено звание Национального Героя Азербайджана (посмертно).
Похоронен в Аллее Шехидов города Баку.
Именем Национального героя Азербайджана была названа средняя школа № 254 города Баку. Одна из улиц столицы Азербайджана также названа в честь Ровшана Алиева.